# ドーズ案
ドーズ案（ドーズあん、Dawes Plan）は、第一次世界大戦の敗戦国ドイツの賠償方式を緩和するため、1924年に定められた新たな賠償方式。1924年7月から8月にかけて開催されたロンドン会議においてアメリカ合衆国の財政家チャールズ・ドーズを委員長とする特別委員会により策定され、8月16日に採択された。アメリカ資本の投下によるヴァイマル共和政の経済復興を企図し、国内の投信熱を煽った。

## 経緯
1919年5月に締結されたヴェルサイユ条約では、アルザス＝ロレーヌ地方のフランスへの割譲をはじめとする領土の縮小、軍備制限など、ドイツにとって非常に厳しい内容であった。
1923年にドイツの賠償金未払いを理由に、フランス・ベルギー軍がルール地方を占領した（ルール占領）。ドイツ側は生産停止で対抗したものの、同時に賃金は払われたので、マルクの価値は数年前の1兆分の1に暴落し、ハイパーインフレーションに陥った。これによりアドルフ・ヒトラーによるミュンヘン一揆が発生するなど、国内事情は急激に危機に陥る。インフレーションはレンテンマルクの発行により奇跡的に収まったものの、まだまだ安定しているとはいえない状況にあった。これを見かねて、アメリカのカルビン・クーリッジ大統領がドーズを委員長とする特別委員会を成立させ、新賠償方式が作られることとなった。フランスのレイモン・ポアンカレ首相は反対したが、結局イギリスとアメリカに押し切られ、アメリカの介入を受諾した。

## 内容
まず、ルール占領の解消が盛り込まれた。

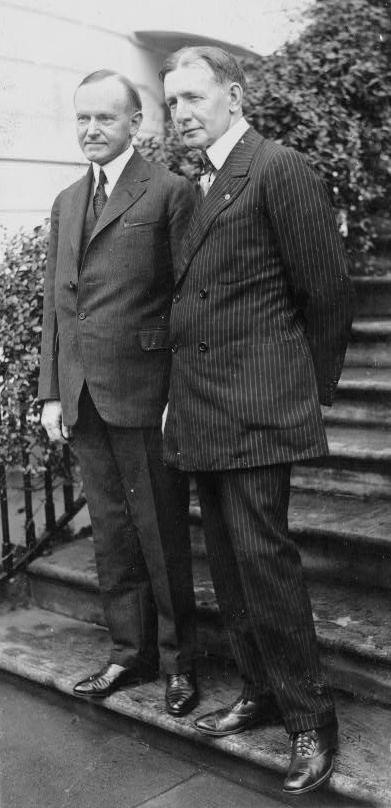
チャールズ・ドーズ（右）とアメリカ大統領カルビン・クーリッジ

ドーズ案は核心の賠償金額について未定のままであった。この点、当初の2年間は予算からの支払を免除した。以降は年間の支払額を10億マルクにまで引き下げ段階的に支払額を引き上げる計画であった。1921年5月の最後通牒では年間支払額が20億マルクと輸出額の26％であった。決済面でもドイツ側の便宜を図っており、ドイツ帝国銀行の口座にマルクでそのまま払い込むだけでよかった。外貨による送金は連合国の賠償管理委員会がマルク相場を害さない範囲で行うこととされた。これはつまり、マルク相場が悪化したときに外貨での送金が延期されることを意味した。
ドーズ案はドイツの金本位制復帰を命令していた。これには金準備の強化が必要であった。そこでいわゆる「ドーズ公債」を1924年10月に起債した。額面総額5千万ポンドの外債はロンドンのイングランド銀行とニューヨークのJPモルガンが連携して発行された。このうち1200万ポンド、現金払込で1000万ポンドがロンドンでの起債分であった。
起債を見越しドイツは8月末に貨幣法・銀行法を改正して10月1日に施行させた。新通貨としてライヒスマルクを制定した。レートは1兆マルク＝1レンテンマルク＝1ライヒスマルク＝2.79分の1グラムの金塊であった。ヒャルマル・シャハトはイングランド銀行の支援をうけて金割引銀行を設立したが、ドーズらの反対で目的の業務を行うことができず、輸出金融機関として機能するにとどまったものの、帝国銀行の下部組織として、しかし帝国銀行自身では行えない業務を代行した。同じく帝国銀行の傘下であったレンテンバンクは清算されずに、通貨安定による苦境に立たされた農業を救うべくドイツ・レンテン銀行として存続した。
なお、当初多大な賠償額が必要となったのは、英仏を中心とする戦勝国が第一次世界大戦によってアメリカに債務を負うことになり、その支払いを行うという側面もあり、この案によってアメリカの資金回収方式が変わった、というように見ることもできる。米国資本の投下はドイツ経済や国内事情の再構築・合理化の基礎を作っていくきっかけとなった。